# Dagmar Ziegler

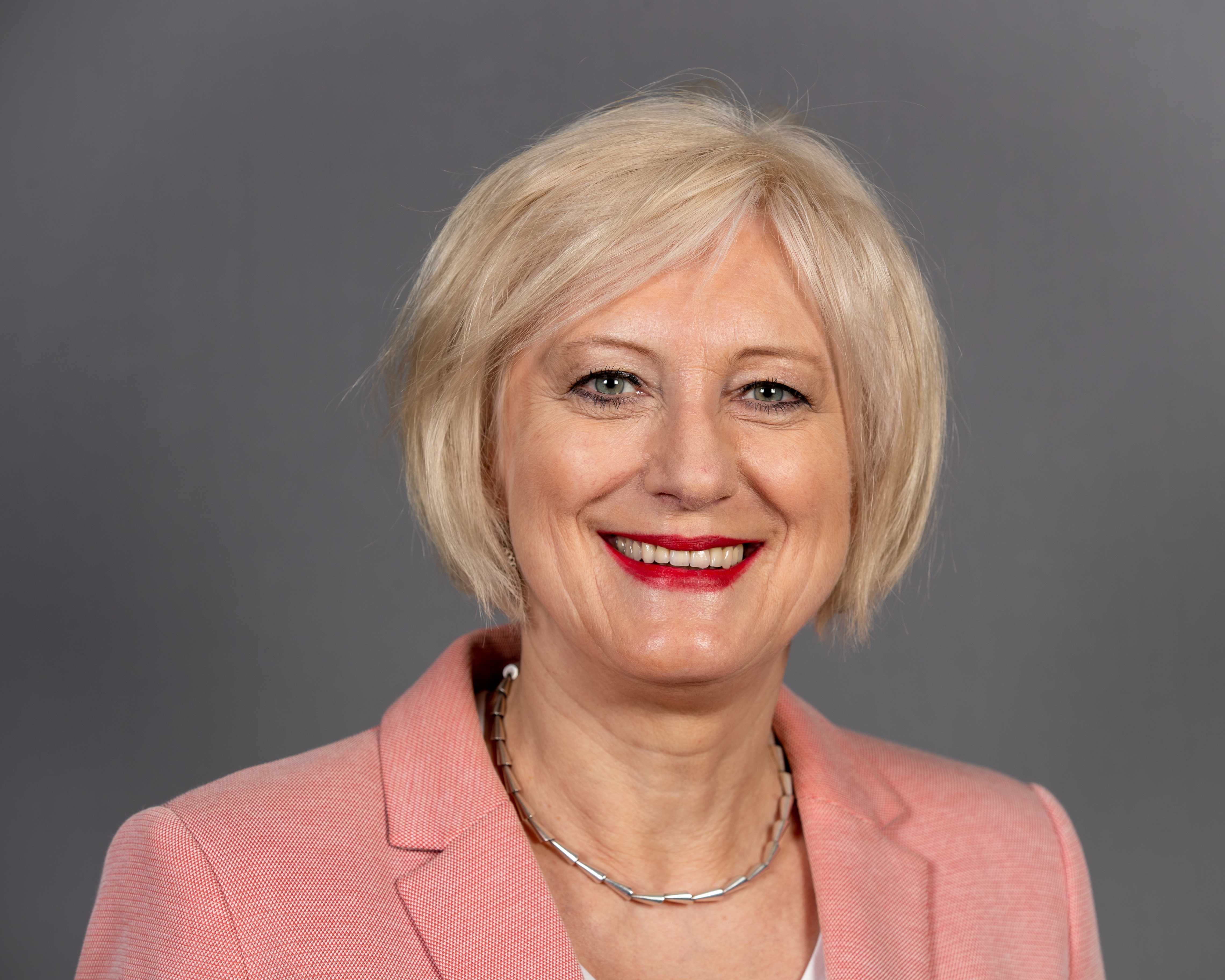
Dagmar Ziegler (2020)

Dagmar Ziegler (* 28. September 1960 in Leipzig) ist eine deutsche Politikerin (SPD) und Diplom-Finanzökonomin. Sie war von 2009 bis 2021 Mitglied des Deutschen Bundestages und von 2020 bis 2021 Vizepräsidentin des Bundestages.

## Leben und Beruf
In den Jahren 1977 bis 1980 absolvierte sie die Berufsausbildung mit Abitur zur Finanzkauffrau und studierte anschließend Finanzwirtschaft an der Humboldt-Universität zu Berlin. Als Diplomfinanzökonomin schloss sie das Studium 1984 ab. Sie war dann von 1984 bis 1987 in der Filiale Leipzig der Staatsbank der DDR tätig. Bis zur Wende 1990 arbeitete sie als Ökonomin in der LPG Lenzen (Elbe).
Von November 2009 bis November 2018 gehörte sie dem Kuratorium des Müttergenesungswerkes an, das Mütter in ihrer Gesundheit stärken möchte. Von November 2013 bis November 2016 war sie Vorsitzende des Kuratoriums.
Ebenso engagierte sie sich ehrenamtlich in zahlreichen weiteren Vereinen und Stiftungen. Bis Juli 2018 gehörte sie dem Kuratorium der Israelstiftung an. Bis September 2020 war sie ehrenamtliche Kuratoriumsvorsitzende der Peter Leonhardt-Stiftung. Derzeit ist Dagmar Ziegler Kuratorin in der Fürst Donnersmarck-Stiftung zu Berlin, des Exposure- und Dialogprogamm e. V. und der Deutschen Gesellschaft für internationale Zusammenarbeit.
Am 14. Dezember 2020 wurde Ziegler mit dem Bundesverdienstkreuz am Bande geehrt.
Dagmar Ziegler hat zwei Kinder.

## Politik

### Partei und Kommunalpolitik
Im Jahr 1990 gründete Ziegler die SPD in der Stadt Lenzen (Elbe), die damals zum Kreis Ludwigslust und damit nach der deutschen Wiedervereinigung zunächst zum Land Mecklenburg-Vorpommern gehörte, infolge eines Volksentscheides aber im Jahr 1992 in das Land Brandenburg wechselte. Bis 2000 war Ziegler Mitglied der dortigen Stadtverordnetenversammlung. Zudem war sie von 1993 bis 1998 ehrenamtliche Bürgermeisterin der Stadt Lenzen. Von Juli 2000 bis August 2008 war sie stellvertretende Vorsitzende der SPD Brandenburg.
Sie war bis zu ihrer Wahl zur Bundestagsvizepräsidentin einer der drei Sprecher des Seeheimer Kreises.

### Abgeordnete und Ministerin
In den Jahren 1994 bis 2009 war Ziegler Mitglied des Landtages Brandenburg. Von 1997 bis 2000 war sie stellvertretende Vorsitzende und von 1997 bis 1999 finanzpolitische Sprecherin der Fraktion der SPD. Als direkt gewählte Abgeordnete des Wahlkreises Prignitz I vertrat sie die Region Prignitz. Zu ihrem Wahlkreis gehören die Städte Wittenberge und Perleberg, die Ämter Lenzen-Elbtalaue und Bad Wilsnack/Weisen sowie die Gemeinden Karstädt, Plattenburg und Gumtow.
Manfred Stolpe berief sie im September 2000 als Nachfolgerin von Wilma Simon als Ministerin der Finanzen in die Landesregierung Brandenburg (Kabinett Stolpe III). Auch nach der Regierungsübernahme durch Matthias Platzeck blieb Ziegler in diesem Amt (Kabinett Platzeck I). Bei der auf die Landtagswahl 2004 folgenden Regierungsneubildung übernahm sie bis Oktober 2009 das Ministerium für Arbeit, Soziales, Gesundheit und Familie (Kabinett Platzeck II).

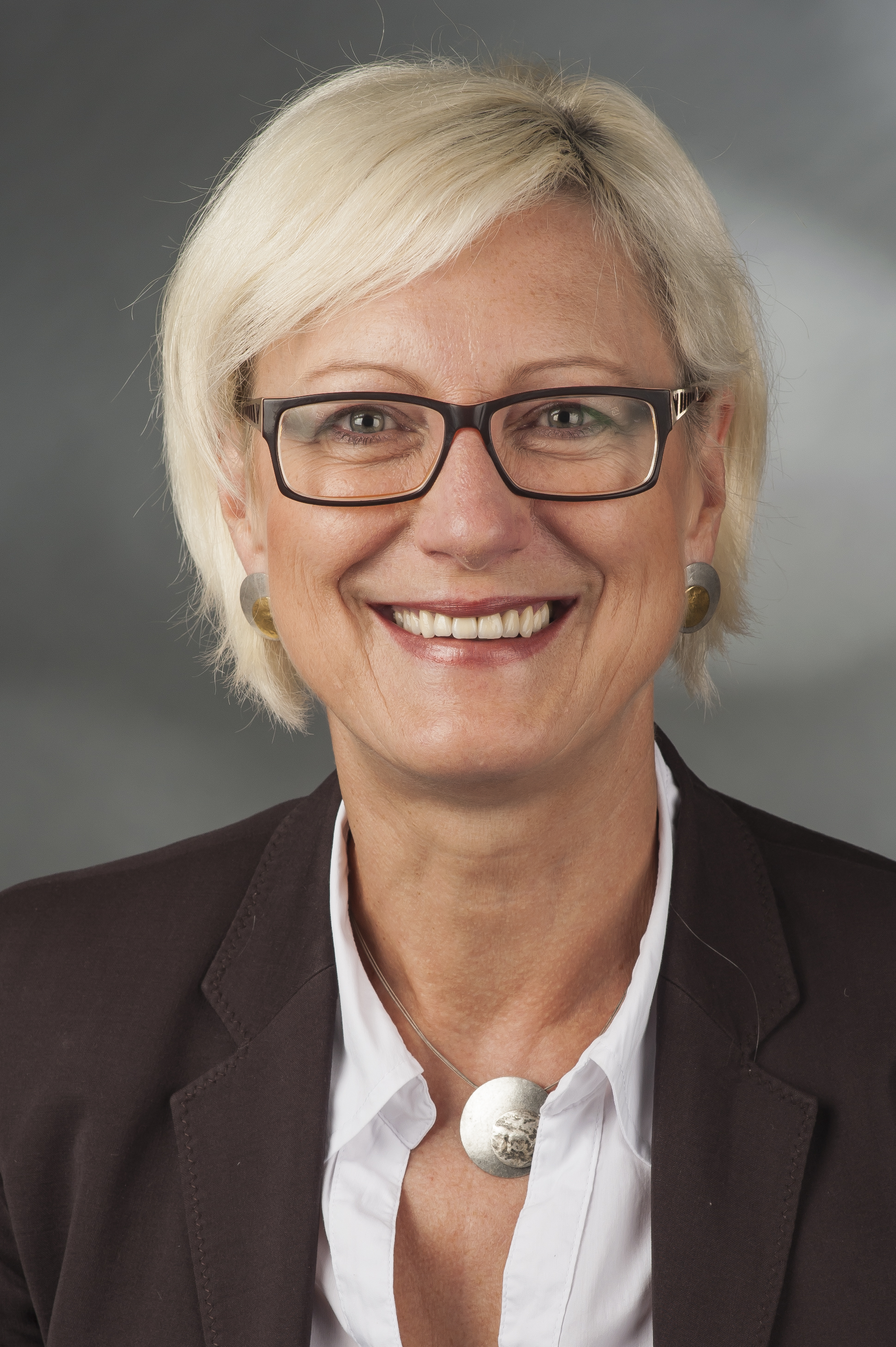
Dagmar Ziegler (2014)

Bei der Bundestagswahl 2009 gewann sie das Direktmandat im Wahlkreis Prignitz – Ostprignitz-Ruppin – Havelland I. Im 17. Deutschen Bundestag war Dagmar Ziegler eine der stellvertretenden Fraktionsvorsitzenden der SPD und hier verantwortlich für die Bereiche Bildung, Familie, Senioren, Frauen und Jugend. Bei der Bundestagswahl 2013 unterlag sie beim Direktmandat dem Bewerber der CDU und zog über die Landesliste in den 18. Deutschen Bundestag ein. Dort gehörte sie seit dem 16. Dezember zu den Parlamentarischen Geschäftsführern ihrer Fraktion. Seit März 2015 ist Ziegler Sprecherin der neugegründeten Elbe-Gruppe in der SPD-Bundestagsfraktion. Auch in den 19. Deutschen Bundestag zog sie über die Landesliste ein. Sie ist Mitglied und Vizepräsidentin im Ältestenrat und im Ausschuss für wirtschaftliche Zusammenarbeit und Entwicklung. Zudem ist sie stellvertretendes Mitglied im Ausschuss für Gesundheit sowie im Finanzausschuss. Erneut gehört sie zu den Parlamentarischen Geschäftsführern ihrer Fraktion. Ende 2019 kündigte Dagmar Ziegler an, bei der Bundestagswahl 2021 nicht erneut für den Bundestag kandidieren zu wollen.
Anfang November 2020 wurde Ziegler durch den Vorstand der SPD-Bundestagsfraktion als Nachfolgerin des kurze Zeit zuvor plötzlich verstorbenen Bundestagsvizepräsidenten Thomas Oppermann vorgeschlagen; ihre Funktion als Parlamentarische Geschäftsführerin übernahm die saarländische SPD-Abgeordnete Josephine Ortleb. Im Anschluss an den Vorschlag kam es in der SPD-Bundestagsfraktion zu einer Kampfabstimmung zwischen Ziegler und der früheren Vizepräsidentin des Bundestages Ulla Schmidt. Beide Kandidatinnen erhielten im ersten Wahlgang 66 Stimmen; nachdem Ulla Schmidt ihre Bewerbung zurückzog, wurde Ziegler im zweiten Wahlgang einstimmig nominiert. Am 26. November 2020 wurde Ziegler vom Bundestag mit 81,58 % im ersten Wahlgang zur Vizepräsidentin gewählt.
Bei der Bundestagswahl 2021 kandidierte sie nicht erneut.